# Дитрих, Роберт Генрихович
Ро́берт Ге́нрихович Ди́трих (нем. Robert Dietrich; 25 июля 1986, Денисовка, Кустанайская область — 7 сентября 2011, Туношна, Ярославская область) — немецкий хоккеист, защитник. Играл за сборную Германии.

## Карьера
Родился в семье поволжских немцев Генриха и Марии Дитрихов, потомков депортированных в 1941 году в Казахстан. В возрасте четырёх лет репатриировался с родителями в Германию. Отец Роберта также занимался хоккеем, но на любительском уровне.
Начал профессиональную хоккейную карьеру в 15-летнем возрасте в юношеской команде клуба ESV Kaufbeuren. Играл в разные годы за немецкие клубы низших немецких лиг EC Peiting, ETC Crimmitschau. Только в 2006 году перешёл в клуб более высокого уровня «ДЕГ Метро Старс».
16 июля 2007 года Дитрих подписал трёхлетний контракт начального уровня с командой из НХЛ «Нэшвилл Предаторз». Но на правах аренды первый год контракта играл за «ДЕГ Метро Старс». В 2008 Роберт уехал в США, но в основную команду «Нэшвилл Предаторз» не попал и был переведен в фарм-клуб «Милуоки Эдмиралс». Поиграв два сезона в фарм-клубе и показав достойные результаты так и не попал в основную команду. В 2010 году вернулся в Германию, где выступал за «Адлер Мангейм». Год спустя перебрался в КХЛ, ярославский «Локомотив».

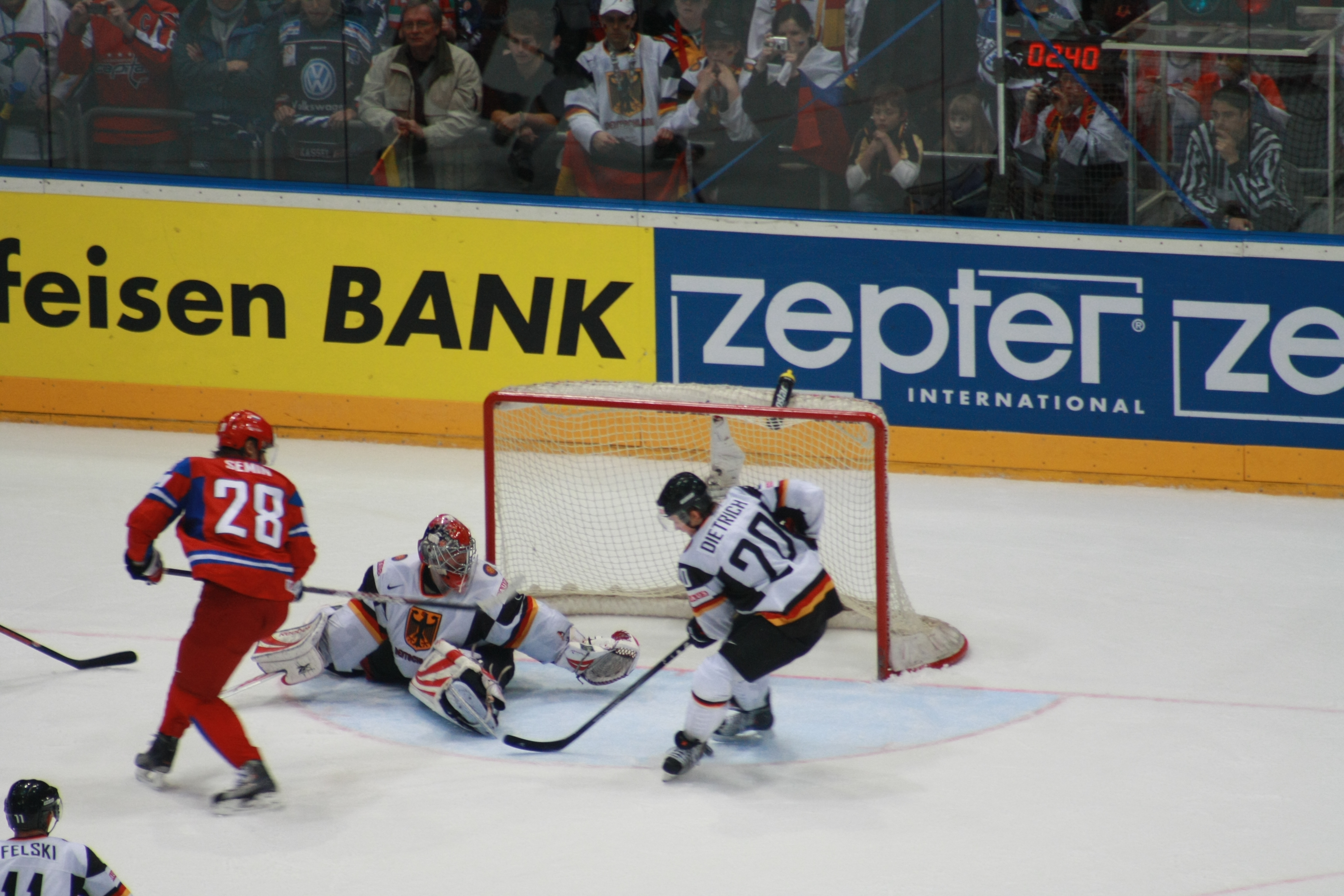
Роберт Дитрих на чемпионате мира 2010. Матч Россия-Германия (квалификация)

В составе национальной сборной Германии участник чемпионатов мира 2007, 2010 и 2011. В составе молодёжной сборной Германии участник чемпионатов мира 2005 и 2006. В составе юниорской сборной Германии участник чемпионата мира 2004.
Погиб на 26-м году жизни вместе с командой «Локомотив» 7 сентября 2011 года при взлёте самолёта с ярославского аэропорта. Роберт Дитрих введён в немецкий Зал хоккейной славы, а 20 номер в сборной Германии выведен из оборота. 28 сентября 2011 года похоронен в Кауфбойрене.

## Статистика
| 2003/04              | Пайтинг              | Oberliga             | 31  | 4 | 7  | 11 | 40  | 11 | 1 | 2 | 3  | 43 |
| 2004/05              | Криммичау            | 2.BL                 | 45  | 3 | 14 | 17 | 34  | —  | — | — | —  | —  |
| 2005/06              | ДЕГ Метро Старс      | DEL                  | 4   | 0 | 0  | 0  | 2   | —  | — | — | —  | —  |
| 2005/06              | Штраубинг Тайгерс    | 2.BL                 | 46  | 5 | 3  | 8  | 55  | 15 | 0 | 1 | 1  | 8  |
| 2006/07              | ДЕГ Метро Старс      | DEL                  | 52  | 3 | 19 | 22 | 28  | 9  | 2 | 4 | 6  | 22 |
| 2007/08              | ДЕГ Метро Старс      | DEL                  | 9   | 1 | 1  | 2  | 12  | 13 | 1 | 2 | 3  | 4  |
| 2008/09              | Милуоки Эдмиралс     | АХЛ                  | 63  | 4 | 15 | 19 | 32  | 11 | 1 | 7 | 8  | 2  |
| 2009/10              | Милуоки Эдмиралс     | АХЛ                  | 79  | 6 | 37 | 43 | 28  | 2  | 0 | 1 | 1  | 2  |
| 2010/11              | Адлер Мангейм        | DEL                  | 42  | 3 | 15 | 18 | 69  | 6  | 0 | 2 | 2  | 8  |
| DEL общие показатели | DEL общие показатели | DEL общие показатели | 107 | 7 | 35 | 42 | 111 | 28 | 3 | 8 | 11 | 34 |